# Côte d'Abraham
Pour les articles homonymes, voir Abraham (homonymie).
La Côte d'Abraham est une rue de la ville de Québec.

## Situation et accès
Cette voie relie le quartier Saint-Roch de la Basse-Ville au quartier Saint-Jean-Baptiste de la Haute-Ville. Elle débute à la rue Dorchester et se termine à l'avenue Honoré-Mercier.

## Origine du nom
Elle porte le prénom du propriétaire des terrains, Abraham Martin, sur lesquels la voie fut ouverte.

## Historique
En 1635, l'un des premiers colons en Nouvelle-France, Abraham Martin, devient propriétaire d'un terrain attenant au coteau Sainte-Geneviève, là où plus tard va se développer le futur quartier Saint-Jean-Baptiste. L'une de ses habitudes était d'emprunter le sentier, qui deviendra la Côte d'Abraham, pour faire descendre son troupeau à la Pointe-aux-Lièvres, qui servait alors de lieu de pâturage près de la rivière Saint-Charles.
En 1727, la Côte d'Abraham devient une voie de circulation publique et sert à relier la Basse-Ville à la Haute-Ville de Québec. En 1789, un premier pont, le pont Dorchester, est ouvert sur la rivière Saint-Charles. La Côte d'Abraham devient alors la porte d'entrée de la Haute-Ville pour les habitants des villages avoisinants car c'est ici qu'aboutissent les routes de Beauport, de Charlesbourg et de L'Ancienne-Lorette. Les résidents de ces lieux empruntent la rue Dorchester ou la rue Saint-Vallier qui, toutes deux, communiquent avec la Côte.

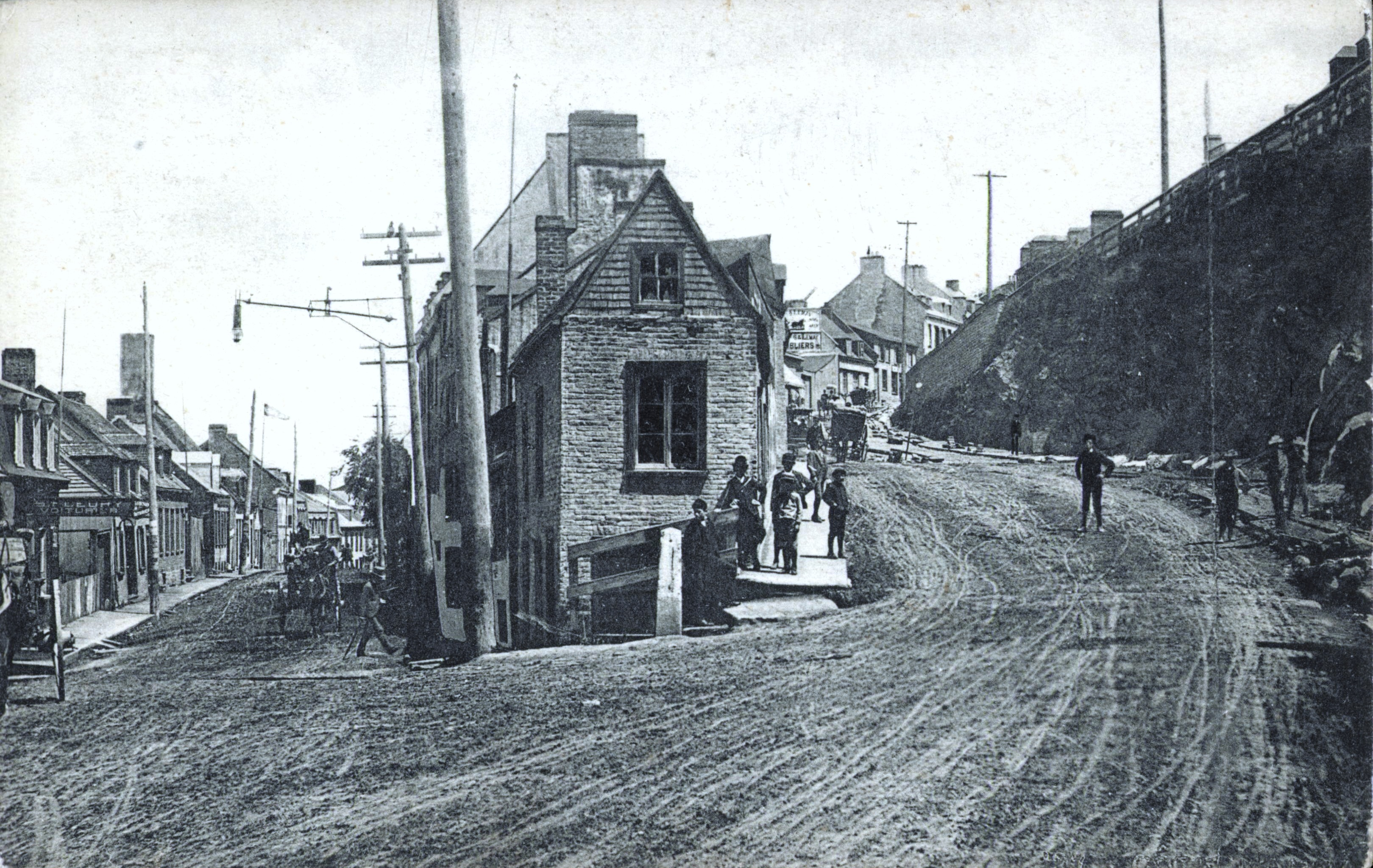
La Côte d'Abraham, vers 1900.

Au XIXe siècle, les premières maisons se construisent le long de l'artère. En 1884, les Religieux de Saint Vincent de Paul élèvent un patro en haut de la Côte. Celle-ci est finalement asphaltée dans les années 1890. En 1926, à la suite d'un référendum municipal, la rue est élargie entre la rue Saint-Augustin et la côte Sainte-Geneviève.
À partir des années 1970, la construction de l'autoroute Dufferin-Montmorency lui fait perdre son panache et son dynamisme. En 1985, elle est cependant l'une des artères de la ville reconnue par l'UNESCO comme site du patrimoine mondial.
Dans la nuit du 21 juillet 1990, vers 3h16 du matin une alerte est lancée pour un incendie qui a lieu dans une maison désaffectée située entre le 546 et le 600 Côte d'Abraham. L'incendie se propage pour touché trois maisons côte à côte. Cet incendie dévisage le paysage bâti de la Côte.  
Sous la gouverne du maire Jean-Paul L'Allier, la Côte d'Abraham retrouve un attrait certain. Le Jardin Saint-Roch en bas de la Côte est inauguré en 1993. De même, le complexe Méduse, un centre de créations culturelles constitué d'anciens immeubles rénovés de la Côte, ouvre en 1994.

## Bâtiments remarquables et lieux de mémoire
Le Collège Bart et le Collège radio télévision de Québec (CRTQ) ont pignon sur la Côte d'Abraham, de même que la coopérative artistique Méduse.

## Art publique
L'oeuvre, Les Cônes d'Abraham est présent sur l'édifice du 501, Côte d'Abraham depuis 1995. Une oeuvre de Denis Farley et Pierre Fournier. 

## Sources
- Michel Boutet. Guide odonymique de la ville de Québec 1608-1988. Bibliothèque Nationale du Québec. Québec. 1989. p. 11.
- Archives nationales du Québec. Fonds Livernois.